# Тапиете
Тапиете́ (Tapieté, Guarayo, Guasurango, Guasurangue, Ñanagua, Ñandeva, Nandeva, Tapiete, Tirumbae, Yanaigua) — поддиалект восточноболивийского гуарани. Распространён в муниципалитетах Абундасия, Нич’а-Тойиш, Новоктас, Фисчат-Мисьон-Сан-Леонардо, Яльве-Санга-Кана, Яльве-Санга-Хопе департамента Пресиденте-Аес; в Баррио-Обреро, Колония 5, Лагуна-Негра-Белен, Лагуна-Негра-Дамаско, Лагуна-Негра-Канаан, Лагуна-Негра-Ко-Пьяу, Лагуна-Негра-Тимотео, Лагуна-Негра-Херусален, Лагуна-Негра-Эмаус, Марискаль-Эстигаррибия, Нью-Гуасу, Пикасу, Санта-Тересита-Вирген-дель-Кармен, Сан-Тересита-Сан-Ласаро, Санта-Тересита-Санта-Элена, Сиракуа департамента Бокерон в Парагвае, в деревне Курбита (около реки Пилькомайо) округа Сан-Мартин; Мисьон-Тапиете (около реки Тартагаль) провинции Сальта в Аргентине, а также в городах Кутайки и Самайуате (на левом берегу реки Пилькомайо) муниципалитета Вилья-Монтес провинции Гран-Чако департамента Тариха в Боливии.
В Боливии и Парагвае диалект находится под угрозой исчезновения, а в Аргентине умирает.